# Orăștioara de Sus
Orăștioara de Sus – wieś w Rumunii, w okręgu Hunedoara, w gminie Orăștioara de Sus. W 2011 roku liczyła 469 mieszkańców.